# Setge de Puebla
|  | Per a altres significats, vegeu «Setge de Puebla (1847)». |

El Setge de Puebla va ser una acció militar que es produí del 16 de març al 17 de maig de 1863 a Puebla, Mèxic, entre les forces de França, dirigides per Élie-Frédéric Forey, i l'Exèrcit d'Orient mexicà, comandat per Jesús González Ortega. Després de 62 dies de batalla cruenta que pràcticament va destruir la ciutat, les forces mexicanes van ser derrotades i això va fer possible l'avançada de les tropes franceses cap a Ciutat de Mèxic que portaria a l'establiment del Segon Imperi Mexicà.

## Antecedents
Després de ser derrotades a la batalla del 5 de maig de 1862, les forces franceses es van replegar cap a Veracruz per preparar una segona incursió en territori mexicà, mentre demanava l'enviament de reforços a París. A finals d'aquell any arribaren dues divisions sota el comandament del general Élie-Frédéric Forey, designat per substituir al comte de Lorencez, de manera que el total d'efectius va pujar fins a 28.000, als quals se sumaren 7.000 mexicans comandats pels generals conservadors Juan Nepomuceno Almonte i Leonardo Márquez. Pel que fa a les divisions franceses, eren dirigides per Charles Abel Douay i per François Achille Bazaine. Aquest exèrcit es va posar en marxa cap a Puebla a principis de març de 1863, amb 56 canons i una reserva de 2.400.000 cartutxos per a les armes portàtils.
Mentrestant, el general Jesús González Ortega havia assumit el comandament de l'Exèrcit d'Orient, després que Ignacio Zaragoza, qui havia comandat la victòria en la batalla del 5 de maig, hagués mort el 8 de setembre de 1862 de tifus (i no de febre tifoidea como popularment s'ha cregut). Al març de 1863, Puebla era "l'emplaçament millor defensat de Mèxic". amb una població de 80.000 persones, comptava amb una guarnició de 21.000 soldats, 170 canons i 18.000 armes portàtils. L'alt comandament de l'Exèrcit d'Orient havia promogut un pla de defensa basat en la construcció d'un sistema de forts, la fortificació de quatre zones de mançanes en el nucli urbà i el turó, redients i parapets, així com línies interiors recolzades en edificis i temples. Als forts de Loreto i Guadalupe s'hi afegiren els de Santa Anita (també conegut com El Demòcrata), San Xavier o Iturbide, El Carmen o Hidalgo, la garita de Totimehuacán o Ingenieros, l'església de los Remedios o Saragossa, La Misericòrdia o Independència, el fotí del Señor de los Trabajos i la línia de Redients del Parral o Morelos. Les forces estarien dirigides per alguns dels generals juaristes de major prestigi, com Felipe Berriozábal, Miguel Negrete, Porfirio Díaz, Tomás O'Horán i l'italià Luis Ghilardi.

## El setge
Els francesos van prendre la ciutat de Puebla en 17 de maig de 1863.

## Conseqüències
Finalment la ciutat de Mèxic va caure en 10 de juny de 1863, iniciant el període conegut com el Segon Imperi Mexicà amb la coronació el 10 d'abril de 1864 de Maximilià I de Mèxic.